# Колісник Юрій Вікторович
Юрій Вікторович Колісни́к (нар. 22 квітня 1972 р., м. Шпола Черкаської обл.) — український науковець, педагог, доктор наук із соціальних комунікацій, професор кафедри журналістики Черкаського національного університету імені Богдана Хмельницького.

## Освіта, службова кар'єра, громадська діяльність
У 1996 р. закінчив факультет журналістики Львівського державного університету ім. Івана Франка, через 5 років захистив дисертацію на здобуття наукового ступеня кандидата філологічних наук (тема Преса національних меншин України як засіб їх самоствердження в умовах становлення української державності (1992—1999 рр.).
Від 2002 р. розпочав викладацьку діяльність старшим викладачем кафедри української літератури та компаративістики ЧДУ ім. Б. Хмельницького (згодом доцент кафедри засобів масової комунікації). У 2013 р. — здобув науковий ступінь доктора наук із соціальних комунікацій (тема дисертації «Журнальна періодика УРСР (1950—1980 рр.) у формуванні суспільної свідомості»). Від вересня 2014 р. — професор кафедри журналістики Черкаського національного університету ім. Богдана Хмельницького.
Викладає студентам навчальні курси з історії української, зарубіжної журналістики, публіцистики, а також спецкурси. Фундатор музею публіциста, дисидента, філолога Степана Кожум'яки у м. Новомиргороді на Кіровоградщині (діє з 2007 р.), ініціатор освітнього сайту «Україніка» — http://ukraine.ck.ua (2006 р.). 1989—1992 рр. — активний учасник НРУ, координатор УРП в м. Шполі, випускав незалежну газету «Поклик долі».
Координатор національної скаутської організації України «Пласт» у місті Черкаси, популяризує українські звичаї, традиції, вистави, кінострічки. Член Національної спілки журналістів .

## Наукові досягнення
У колі науково-творчих зацікавлень — український самвидав, історія української журналістики, преса національних меншин України, публіцистика, тоталітарна журналістика та ін. Автор понад 70 публікацій у науковій і громадсько-політичній періодиці й 3 наукових монографій. Узяв участь у роботі близько 50 наукових форумів різного рівня.

## Основні праці
- Колісник Ю. В. Планида Степана Кожум'яки. 1898—1989 : життя і діяльність: монографія / Ю. В. Колісник. — Черкаси: Брама, 2004. — 224 с.
- Колісник Ю. В.  Преса національних меншин України або як навчитись любити свою націю: монографія / Ю. В. Колісник. — Черкаси: Брама-Україна, 2006. — 144 с.
- Колісник Ю. В.  Формування суспільної свідомості журнальною періодикою УРСР (1950—1980 рр.): монографія / Ю. В. Колісник. — Черкаси: Чабаненко Ю. А., 2008. — 290 с.
- Колісник Ю. В.  Виховання патріотизму: Український і зарубіжний досвід // Мовне обличчя міста / Ю. В. Колісник. — Черкаси, 2012. — С. 86–91.